# Teatrul de Stat din Constanța
Teatrul "Fantasio" (Constanța) a fost construit în 1927 de către Demostene Tranulis, un filantrop constănțean de origine greacă. Situat în inima orașului, pe Bulevardul Ferdinand, teatrul are o arhitectură rafinată cu un fronton neoclasic.
Din nefericire, numele de "Fantasio" a fost dat uitării de comunitatea constănțeană, instituția de artă fiind din anul 1951 cunoscută oficial ca "Teatrul de dramă și comedie", apoi "Teatrul de stat". 
După terminarea Primului război mondial din 1916, Demostene Tranulis se asociază cu un prieten fotograf de meserie și deschid Cinematograful "Grand". După 3 ani se despart și își clădește o mare remiză din lemn, făcând-o Cinematograful "Tranulis". În anul 1926 pornește tratative cu "Liga Culturală" din Constanța al cărei președinte era Nicolae Iorga. În 1927 ridică clădirea cinematografului Ligii Culturale "Ctitoria Demostene Tranulis", pe spezele sale proprii. Capitalul său nefiind suficient, s-a îndatorat cu peste 2 milioane lei, căci se angajase să construiască o clădire în valoare de circa 1,4 pâna la 1,5 miloane lei, dar care l-a costat în final peste 5,5 milioane...
Pe lângă această operă de binefacere și înzestrare culturală a Constanței, Demostene Tranulis a mai patronat multe opere, asociații și biblioteci pentru interesul obștesc.
Teatrul isi va recapata curind numele original din 1927: "Teatrul Tranulis" (dupa ctitorul sau).

## Directori
- Ion Focșăneanu (1951–1952)
- Hans Koch (1952–1953)
- Gheorghe Munteanu (1953–1954)
- Bernard Lebli (1954–1958)
- Jean Ionescu (1958–1969)
- Ion Maximilian (1969–1972)
- Jean Ionescu (1972–1984)
- Lucian Iancu (1984–1985, 1994–1998)
- Eugen Mazilu (1985–1990)
- Vasile Cojocaru (1990–1991)
- Titus Gurgulescu (1991–1994)
- Lucian Iancu (1994–1998)
- Virgil Andriescu (1998–2000)
- Vasile Cojocaru (2000–2001)
- Lucian Iancu (2001–2004)
- Beatrice Rancea (2005–2007)
- Virgil Iosif (2008–2014)
- Dana Dumitrescu (2014–2019)
- Erwin Șimșensohn (din 2019)